# Enkláva Lado

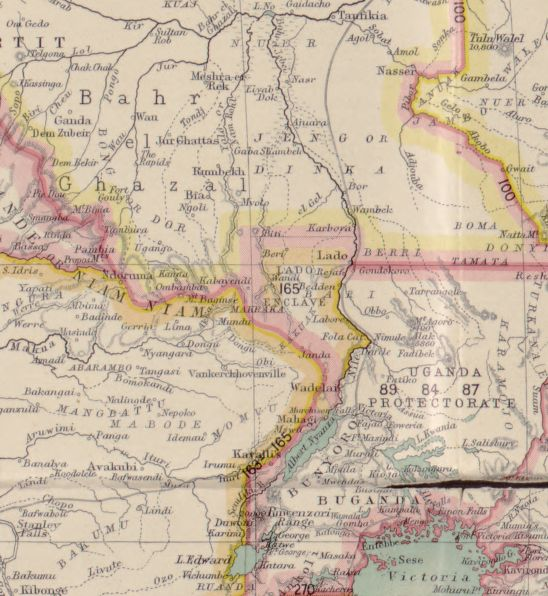
Mapa

Enkláva Lado (francouzsky Enclave de Lado) je území v Africe, zahrnující části Jižního Súdánu a Ugandy, které bylo v letech 1894 až 1910 součástí Svobodného státu Kongo. Mělo rozlohu asi 40 000 km² a žilo v něm okolo čtvrt milionu obyvatel, převážně příslušníků kmene Lugbara. Hlavním městem bylo Lado. Název není přesný, protože ve skutečnosti nešlo o enklávu, ale o protáhlý výběžek konžského území směřující na severovýchod k Nilu. Severní hranici tvořil pátý stupeň a třicátá minuta severní šířky.
Území bylo součástí egyptské provincie Equatoria, kterou roku 1869 ovládli Britové. V důsledku Mahdího povstání však ztratili faktickou kontrolu nad oblastí a guvernér Eduard Schnitzer musel uprchnout. Toho využili Belgičané, kteří pronikli z opačné strany, obsadili město Lado a získali přístup k Nilu. V květnu 1894 byla uzavřena smlouva, podle níž britská vláda pronajala území enklávy Lado králi Leopoldovi II. po dobu jeho života. Leopold za to slíbil, že poskytne na konžském území Britům koridor umožňující pozemní spojení Káhiry s Kapským Městem, k tomu však nikdy nedošlo. Roku 1908 bylo vytvořeno Belgické Kongo, které převzalo správu enklávy. Po Leopoldově smrti území znovu zabrali Britové, kteří ho roku 1912 rozdělili mezi Súdán a Ugandu.